# Пиетранико
Пиетранѝко (на италиански: Pietranico) е село и община в Южна Италия, провинция Пескара, регион Абруцо. Разположено е на 590 m надморска височина. Населението на общината е 523 души (към 2010 г.).